# 益田宗兼
益田 宗兼（ますだ むねかね）は石見国人益田氏第17代当主。
文明15年（1483年）に家督を譲られ、父と祖父から知行を譲り受けた。石見西部の領土を巡って吉見氏や三隅興兼と争う一方、大内義興に従って明応6年（1497年）の少弐政資討伐に従軍、永正5年（1508年）、義興が足利義稙を擁立して上洛すると嫡男の尹兼と共に上洛、在京して外様の有力国人となった。船岡山合戦にも参加、戦功を挙げた。永正15年（1518年）の義興の帰国に伴い石見へ帰還、崇観寺塔頭医光寺を建立した。
天文13年（1544年）に死去。孫の藤兼が家督を継いだ。尹兼は家督を継がなかったとされている。
雪舟と交流があり、文明15年の家督相続で雪舟から『花鳥図屏風』を寄贈された。